# Diadie Samassékou
Diadie Samassékou (nascut l'11 de gener de 1996) és un futbolista professional malià que juga com a migcampista defensiu al club de la Bundesliga alemanya TSG Hoffenheim. També representa la selecció de Mali.

## Carrera de club

### Red Bull Salzburg
L'agost de 2015, Samassékou va signar un contracte de quatre anys amb Red Bull Salzburg, unint-se inicialment al seu equip de formació, l'FC Liefering. Durant la temporada 2017-18, el Salzburg va tenir la seva millor campanya europea. Van acabar primers del seu grup de l'Europa League, per quarta vegada rècord, abans de vèncer la Reial Societat i el Borussia Dortmund, fent la seva primera aparició a la semifinal de la UEFA Europa League. El 3 de maig de 2018, va jugar a les semifinals de l'Europa League quan l'Olympique de Marsella va jugar una derrota per 1-2 fora de casa però una victòria global per 3-2 per assegurar-se un lloc a la final de la UEFA Europa League 2018.

### TSG Hoffenheim
El 15 d'agost de 2019, TSG Hoffenheim va anunciar el fitxatge de Samassékou amb un contracte de cinc anys.
L'1 de febrer de 2024, Samassékou es va incorporar a Cadis a Espanya com a cedit.

## Carrera internacional
Samassékou ha representat Mali a nivell juvenil a la Copa del Món Sub-20 de la FIFA 2015 i al Torneig de Toulon 2016. Va debutar amb l'equip sènior en una victòria amistosa per 3-1 contra la República Popular de la Xina el 29 de juny de 2014.

## Palmarès

### Club
Red Bull Salzburg
- Bundesliga austríaca 2016–17, 2017–18, 2018–19
- Copa d'Àustria: 2016–17, 2018–19

### Individual
- Equip de l'any de la Bundesliga austríaca: 2017–18,[8] 2018–19[9]
- Equip de la temporada de la UEFA Europa League: 2017-18[10]